# Абдухалимов, Шухрат Абдухалимович
Абдухалимов Шухрат Абдухалимович (узб. Shuhrat Abduxalimovich Abduxalimov; род. 17 мая 1977 года, Самаркандская область, УзССР, СССР) — узбекский политический деятель, юрист. Член Комитета по вопросам охраны здоровья граждан. Член Экологической партии Узбекистана.

## Биография
Абдухалимов Шухрат Абдухалимович родился 17 мая 1977 года в Самаркандской области, УзССР. В 2002 году окончил бакалавр Самаркандского государственного университета. Затем, в 2006 году окончил магистратуру Ташкентского государственного юридического института. Специальность — правовед. Абдухалимов Шухрат советник юстиции третьего класса. В 2006 году начал работать ведущим консультантом в Министерстве юстиции Республики Узбекистан. Позже, с 2012 по 2014 год был сначала ведущим советником, затем главным советником, а потом и начальником отдела Управления защиты прав человека Министерства юстиции Республики Узбекистан. Позже, в 2014—2017 годах работал заместителем начальника управления юстиции Бухарской области. В 2017—2018 годах стал работать заместителем начальника управления юстиции Кашкадарьинской области. С 2018 года и по сегодняшний день Шухрат Абдухалимович работает заместителем начальника управления юстиции Самаркандской области.